# Маринованные огурцы
Маринованные огурцы — овощные консервы, в состав которых обязательно входит уксусная кислота, обеспечивающая консервирующее действие в процессе маринования. Маринованные огурцы готовят путём заливки плодов маринадом с последующей пастеризацией.

## История
Исторически сложилось так, что огурцы стали самым популярным продуктом для маринования. На Руси огурец появился во времена Ивана Грозного, но здесь его вкус сочли пресным, поэтому стали солить и мариновать. Такой способ помогал сохранить урожай на зиму. На протяжении многих столетий огурцы готовили в бочках, пока в начале XIX века Николя Аппер не открыл способ закатывания огурцов в банки. С тех пор банки для маринованных огурцов неизменно пользуются успехом.

## Виды
Маринованные огурцы в зависимости от концентрации уксусной кислоты подразделяются на:
- слабокислые — 0,4 %
- среднекислые — 0,6 %
- кислые — 0,61-0,8 %

## Современность
Современные производители консервированной продукции предлагают потребителям широкий ассортимент маринованных огурцов. На сегодняшний день они представлены не только отечественными производителями, но и импортной продукцией.

## Характеристики
- Уксусная кислота в сочетании с поваренной солью подавляет жизнедеятельность микрофлоры, приводящей к порче свежих овощей, но в малых количествах она не оказывает вредного воздействия на организм человека.
- Кислая среда препятствует образованию солей кальция, которые оседают на суставах, и являются основой для развития остеохондроза.

## Польза
В 2020 году учёные установили пользу традиционных сычуаньских маринованных огурцов для борьбы с кариесом. Из них был выделен штамм бактерии Lactobacillus plantarum K41, который показал сильный ингибирующий эффект против формирования биоплёнки главной кариозной бактерией Streptococcus mutans.

## Противопоказания
Маринованные огурцы противопоказаны при острых гепатитах и холециститах, обострении воспалительных процессов толстого кишечника и при пониженной секреторной функции желудка.